# El Senyor dels Anells (sèrie de pel·lícules)
El Senyor dels Anells (títol original: The Lord of the Rings) és una saga cinematogràfica consistent en tres pel·lícules d'aventures i alta fantasia dirigides per Peter Jackson. Estan basades en la novel·la El Senyor dels Anells de J. R. R. Tolkien. Les pel·lícules es subtitulen La Germandat de l'Anell (2001), Les dues torres (2002) i El retorn del rei (2003). És una producció estatunidenca i neozelandesa de les empreses WingNut Films i The Saul Zaentz Company, i distribuïda per New Line Cinema.
És considerat com un dels projectes cinematogràfics més grans i més ambiciosos mai projectats, amb un pressupost toal de fins a $281 milions de dòlars (algunes fonts parlen de $310-$330 milions), que va necessitar més de vuit anys per completar-se, filmant-se les tres pel·lícules simultàniament i totalment a Nova Zelanda, país de procedència de Jackson. Cada pel·lícula de la saga, a més, va disposar d'edicions més extenses publicades en DVD un any després de les seves respectives estrenes al cinema. Tot i que les pel·lícules segueixen l'argument principal del llibre, s'ometen alguns fragments de la novel·la, a més d'incloure algunes variacions i crear nou material de la font original.
Ambientat en el món fictíci de la Terra Mitjana, les pel·lícules segueixen les aventures del hòbbit Frodo Saquet (Elijah Wood) quan ell i la Germandat s'embarquen en la missió de destruir l'Anell Únic, assegurant així la destrucció del seu creador, el Senyor Fosc Sàuron (Sala Baker). La Germandat finalment se separarà, i Frodo continuarà la tasca, juntament amb el seu lleial company Sam (Sean Astin) i el traïdor d'en Gòl·lum (Andy Serkis). Mentrestant, Aragorn (Viggo Mortensen), hereu a l'exili de Góndor, Légolas, Guimli, Merry i Pippin, juntament amb el mag Gàndalf (Ian McKellen), s'uniran per dirigir els Pobles Lliures de la Terra Mitjana en la Guerra de l'Anell.
La trilogia va ser rebuda amb crítiques molt bones, i va ser un èxit financer molt rellevant, aconseguint la saga col·lectivament convertir-se en una de les més taquilleres de la història. La crítica va aclamar les pel·lícules i va aconseguir molts premis, enduent-se un total de 17 premis Oscar de 30 nominacions que va rebre. La darrera pel·lícula de la saga, El retorn del rei, va guanyar els 11 Oscar als que va estar nominada, inclòs el de Millor Pel·lícula, empatant amb Ben-Hur i Titanic al llistat de pel·lícules amb més premis de l'Acadèmia. La saga també va rebre molts elogis pels seus efectes especials i visuals innovadors.

## Repartiment
A continuació segueix un llistat amb els membres del repartiment que van donar veu o van interpretar personatges que apareixien a la versió ampliada de la saga d'El Senyor dels Anells.
| Personatge                 | Pel·lícula                       | Pel·lícula                        | Pel·lícula                          |
| Personatge                 | La Germandat de l'Anell          | Les dues torres                   | El retorn del rei                   |
| -------------------------- | -------------------------------- | --------------------------------- | ----------------------------------- |
| Personatge                 | 2001                             | 2002                              | 2003                                |
| La Germandat de l'Anell    |                                  |                                   |                                     |
| Frodo Saquet               | Elijah Wood                      | Elijah Wood                       | Elijah Wood                         |
| Aragorn                    | Viggo Mortensen                  | Viggo Mortensen                   | Viggo Mortensen                     |
| Bóromir                    | Sean Bean                        | Sean Bean                         | Sean Bean                           |
| Meriadoc "Merry" Brandiboc | Dominic Monaghan                 | Dominic Monaghan                  | Dominic Monaghan                    |
| Samseny Gamgí              | Sean Astin                       | Sean Astin                        | Sean Astin                          |
| Gàndalf                    | Ian McKellen                     | Ian McKellen                      | Ian McKellen                        |
| Guimli                     | John Rhys-Davies                 | John Rhys-Davies                  | John Rhys-Davies                    |
| Légolas                    | Orlando Bloom                    | Orlando Bloom                     | Orlando Bloom                       |
| Peregrín "Pippin" Tuc      | Billy Boyd                       | Billy Boyd                        | Billy Boyd                          |
| La Comarca i Bree          |                                  |                                   |                                     |
| Bilbo Saquet               | Ian Holm                         |                                   | Ian Holm                            |
| Mrs. Bracegirdle           | Lori Dungey                      |                                   |                                     |
| Barliman Butterbur         | David Weatherley                 |                                   |                                     |
| Rosie Cotton               | Sarah McLeod                     |                                   | Sarah McLeod                        |
| Gaffer Gamgee              | Norman Forsey                    |                                   | Norman Forsey                       |
| Elanor Gamgee              |                                  |                                   | Alexandra Astin                     |
| Bree Gate-Keeper           | Martyn Sanderson                 |                                   |                                     |
| Granger Maggot             | Cameron Rhodes                   |                                   |                                     |
| Old Noakes                 | Bill Johnson                     |                                   |                                     |
| Everard Proudfoot          | Noel Appleby                     |                                   | Noel Appleby                        |
| Mrs. Proudfoot             | Megan Edwards                    |                                   |                                     |
| Otho Sackville             | Peter Corrigan                   |                                   |                                     |
| Lobelia Sackville-Baggins  | Elizabeth Moody                  |                                   |                                     |
| Ted Sandyman               | Brian Sergent                    |                                   |                                     |
| Rivendell i Lothlórien     |                                  |                                   |                                     |
| Arwen                      | Liv Tyler                        | Liv Tyler                         | Liv Tyler                           |
| Elf escort (a.k.a. Figwit) | Bret McKenzie                    |                                   | Bret McKenzie                       |
| Lord Cèleborn              | Marton Csokas                    |                                   | Marton Csokas                       |
| Lord Elrond                | Hugo Weaving                     | Hugo Weaving                      | Hugo Weaving                        |
| Lady Galàdriel             | Cate Blanchett                   | Cate Blanchett                    | Cate Blanchett                      |
| Haldir                     | Craig Parker                     | Craig Parker                      |                                     |
| Rúmil                      | Jørn Benzon                      |                                   |                                     |
| Rohan i Góndor             |                                  |                                   |                                     |
| Damrod                     |                                  |                                   | Alistair Browning                   |
| Dénethor                   |                                  | John Noble                        | John Noble                          |
| Éomer                      |                                  | Karl Urban                        | Karl Urban                          |
| Éothain                    |                                  | Sam Comery                        |                                     |
| Éowyn                      |                                  | Miranda Otto                      | Miranda Otto                        |
| Fàramir                    |                                  | David Wenham                      | David Wenham                        |
| Freda                      |                                  | Olivia Tennet                     |                                     |
| Gàmling                    |                                  | Bruce Hopkins                     | Bruce Hopkins                       |
| Grimbold                   |                                  |                                   | Bruce Phillips                      |
| Háma                       |                                  | John Leigh                        |                                     |
| Haleth                     |                                  | Calum Gittins                     |                                     |
| Irolas                     |                                  |                                   | Ian Hughes                          |
| Rei dels Morts             |                                  |                                   | Paul Norell                         |
| Màdril                     |                                  | John Bach                         | John Bach                           |
| Morwen                     |                                  | Robyn Malcolm                     |                                     |
| Rei Théoden                |                                  | Bernard Hill                      | Bernard Hill                        |
| Théodred                   |                                  | Paris Howe Strewe                 |                                     |
| Barbarbrat                 |                                  | John Rhys-Davies (veu)            | John Rhys-Davies (veu)              |
| Isengard i Mordor          |                                  |                                   |                                     |
| Sméagol/Gòl·lum            | Andy Serkis                      | Andy Serkis                       | Andy Serkis                         |
| Gorbag                     |                                  |                                   | Stephen Ure                         |
| Gothmog                    |                                  |                                   | Lawrence Makoare Craig Parker (veu) |
| Gríma                      |                                  | Brad Dourif                       | Brad Dourif                         |
| Grishnákh                  |                                  | Stephen Ure                       |                                     |
| Lurtz                      | Lawrence Makoare                 |                                   |                                     |
| Mauhúr                     |                                  | Robbie Magasiva Andy Serkis (veu) |                                     |
| Boca de Sàuron             |                                  |                                   | Bruce Spence                        |
| Anell Únic                 | Alan Howard (veu)                |                                   | Alan Howard (veu)                   |
| Sàruman                    | Christopher Lee                  | Christopher Lee                   | Christopher Lee                     |
| Sàuron                     | Sala Baker Alan Howard (veu)     |                                   | Sala Baker Alan Howard (veu)        |
| Shagrat                    |                                  |                                   | Peter Tait                          |
| Sharku                     |                                  | Jed Brophy                        |                                     |
| Snaga                      |                                  | Jed Brophy Andy Serkis (voice)    |                                     |
| Uglúk                      |                                  | Nathaniel Lees                    |                                     |
| Rei bruixot d'Àngmar       | Brent McIntyre Andy Serkis (veu) |                                   | Lawrence Makoare                    |
| Figures històriques        |                                  |                                   |                                     |
| Déagol                     |                                  |                                   | Thomas Robins                       |
| Elendil                    | Peter McKenzie                   |                                   |                                     |
| Gil-galad                  | Mark Ferguson                    |                                   |                                     |
| Isildur                    | Harry Sinclair                   |                                   | Harry Sinclair                      |